# Bund für Volksbildung Frankfurt am Main Höchst
Der Bund für Volksbildung Frankfurt am Main Höchst e. V. (bfv) besteht als Verein zur Förderung von Bildung und Kultur im Frankfurter Stadtteil Höchst seit dem Jahr 1868. Er entstand aus der Arbeiterbildung dieser Zeit. Der Verein ist ein wichtiger Bestandteil des Kulturlebens in Höchst.
Lange Zeit war er auch Träger der Erwachsenenbildung und Volkshochschule im Frankfurter Westen, bis diese Aufgabe 1976 vom neugegründeten Amt für Volksbildung/Volkshochschule der Stadt Frankfurt übernommen wurde.

## Aktivitäten

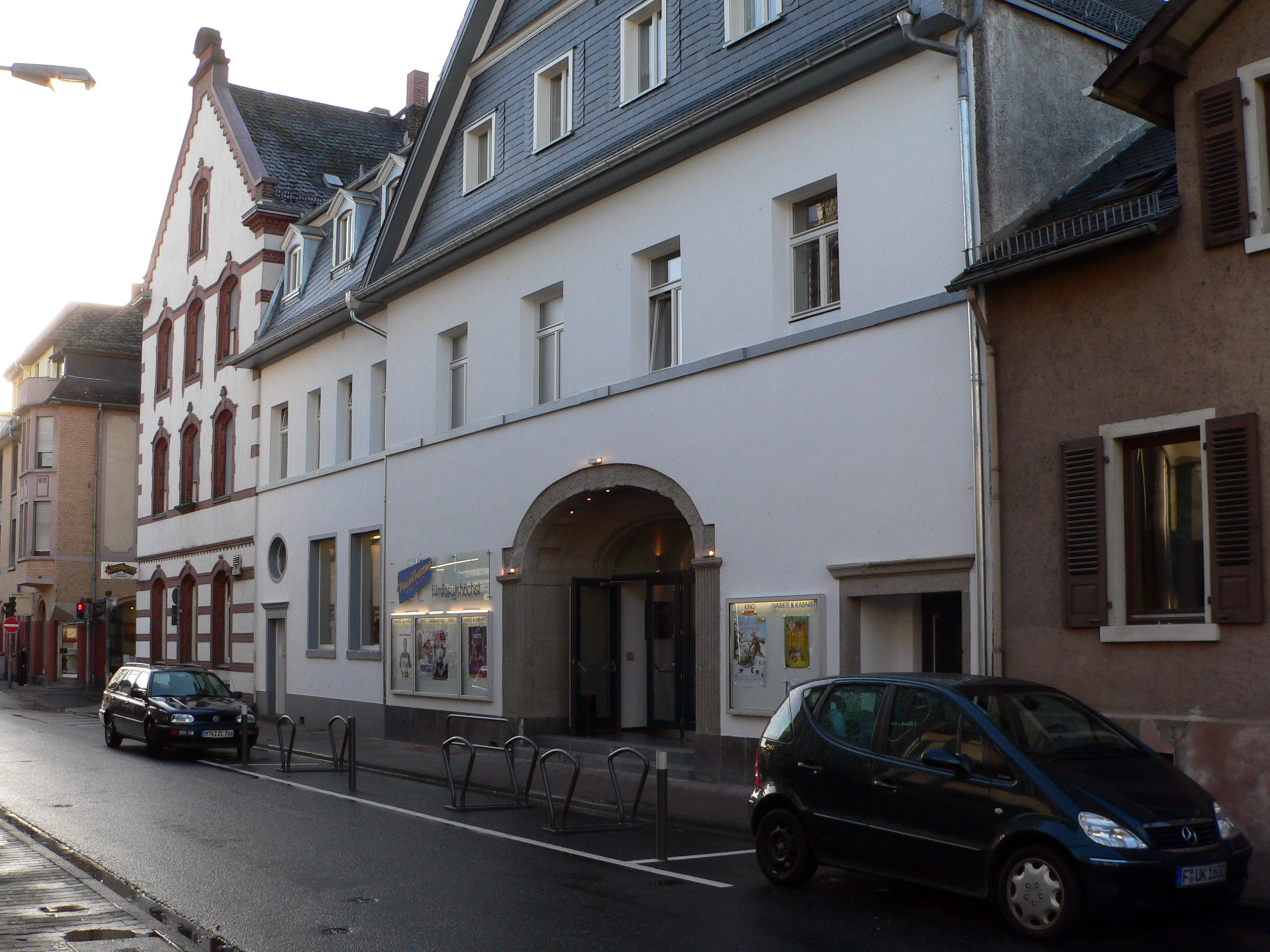
Neues Theater Höchst

Seiner Satzung entsprechend setzt sich der Bund für Volksbildung die Aufgabe, „die Teilnahme breiter Bevölkerungsschichten am kulturellen Leben und Freizeitangebot zu aktivieren“.
Der Verein ist Träger der 1987 gegründeten Kleinkunstbühne Neues Theater Höchst. In Verbindung mit dem Neuen Theater Höchst richtet der Verein seit 2004 das spätsommerliche Theaterfestival Barock am Main im Garten des Höchster Bolongaropalastes aus.
Mit dem in unregelmäßigen Abständen durchgeführten „Höchster Stadtgespräch“ bietet der Bund für Volksbildung politisch interessierten Bürgern der westlichen Stadtteile Frankfurts eine Plattform für Bürgerbeteiligung und Kommunikation. Hierbei wird satzungsgemäß besonderer Wert auf die Unterstützung und Förderung sogenannter benachteiligter Gruppen gelegt.

## Geschichte

### Im Kaiserreich – 1868 bis 1918
Seit Mitte des 19. Jahrhunderts stand Deutschland mit der industriellen Revolution wirtschaftlich im Umbruch. Auch die Stadt Höchst am Main entwickelte sich zu dieser Zeit durch die Gründung der Teerfarbenfabrik Meister, Lucius & Co. 1863, der späteren Farbwerken Hoechst, und deren wirtschaftlichem Erfolg schnell zu einer wohlhabenden Industriestadt.
Mit der wirtschaftlichen Entwicklung wuchs auch das Interesse an einer breiten Bildung, um mit den Umbrüchen der Zeit mithalten zu können. Daher gründeten am 30. Oktober 1868 Mitglieder eines katholischen Lesevereins, des Höchster Gewerbevereins und politisch aktive Arbeiter den Höchster Fortbildungsverein. Die anfänglichen Aktivitäten des Vereins beschränkten sich auf unregelmäßige Vorträge und das Ausleihen von Büchern, die von den Vereinsmitgliedern verwaltet und aufbewahrt werden. Nachdem 1890 in Frankfurt am Main ein Ausschuss für Volkvorlesungen gegründet worden war, beschloss der Höchster Fortbildungsverein 1894, den Bestand aller seiner Bücher in einer Bibliothek und Lesehalle öffentlich zugänglich zu machen. Der finanzielle Unterhalt der im ehemaligen Antoniterkloster angemieteten Räume wurde von der Stadt Höchst, den Farbwerken und durch Spenden gesichert.
1897 wurde auch in Höchst neben dem Fortbildungsverein ein Ausschuss für Volksvorlesungen gegründet. Alle Vereine mit gleichartigen Zielen aus dem Frankfurter Umland schlossen sich kurz darauf zum Rhein-Mainischen Verband für Volksvorlesungen mit Sitz in Frankfurt am Main zusammen. 1904 ging der Höchster Fortbildungsverein im Ausschuss für Volkvorlesungen auf, dieser übernahm die Bibliothek und auch die finanziellen Zuwendungen der Stadt und der Farbwerke. Im Jahr 1909 lud der Verein alle Parteien, Verbände und Vereine in Höchst ein, Vertreter in den Vereinsvorstand zu entsenden, um die Bildungsarbeit in Höchst besser zu koordinieren. Zwei Jahre später benannte sich der Ausschuss in Volksbildungsverein um. Zum 50-jährigen Jubiläum 1913 erhielt der Verein eine Spende von 10.000 Reichsmark von den Farbwerken.
Während der Jahre des Ersten Weltkriegs 1914 bis 1918 unterlag die Bildungstätigkeit des Ausschusses starken Einschränkungen. Der Bildungsstoff wurde auf kriegsrelevante Themen ausgerichtet, das Angebote aus Personalmangel reduziert. Zum Erhalt der Volksbildungsidee veranstaltet der Rhein-Mainische Verband ab 1916 drei Kriegsvolksakademien.

### Zur Weimarer Zeit – 1919 bis 1933
Nach dem Ersten Weltkrieg wurde im Zeichen der jungen deutschen Republik eine Neustrukturierung der Volksbildungsarbeit erforderlich. Weitere Faktoren für eine Neuordnung waren die durch die Eingemeindungen von 1917 auf 34.000 verdoppelte Einwohnerzahl Höchsts sowie die bis 1930 dauernde französische Besatzung, die die Kommunikation der Stadt mit dem Umland – insbesondere dem unbesetzten Frankfurt – erschwerte.
Im November 1919 firmierte der Ausschuss für Volksvorlesungen nach einer kurzen Vorbereitungszeit in den Bund für Volksbildung Höchst am Main um. Die Arbeit des neuen Vereins wurde von der Stadt Höchst mit jährlich 25.000 Reichsmark unterstützt, wobei sich die Stadt ein Mitspracherecht bei der Verwendung der Gelder vorbehielt. In den folgenden Jahren wurden Fachabteilungen gegründet; Theater- und Kinoaufführungen, Vorträge und Konzerte bilden den Schwerpunkt der Bildungsaktivitäten des Vereins.
Bereits 1920 hatte die Familie von Meister, Mitbegründer der Farbwerke, dem Verein den Bürgersaal an der Gartenstraße (heute die Peter-Bied-Straße) zur Nutzung geschenkt. 1925 wurde der Bürgersaal mit einem Aufwand von 300.000 Reichsmark, die zum Großteil aus Spenden und öffentlichen Zuwendungen kamen, zum Volksbildungsheim umgebaut. Aufgrund der hohen Unterhaltskosten des Gebäudes wurde es in den Besitz der Stadt Höchst überführt, die Nutzung war für den Bund kostenlos. Das Volksbildungsheim wurde im Januar 1927 eingeweiht. Das Gebäude ging mit der Eingemeindung Höchsts nach Frankfurt ein gutes Jahr später in Frankfurter Besitz über, der nunmehrige Bund für Volksbildung Frankfurt/M.-Höchst blieb jedoch in seiner Arbeit in den westlichen Stadtteilen und den Vororten im Main-Taunus-Kreis eigenständig. Lediglich die Leihbücherei des Vereins wurde 1929 von der Stadt Frankfurt als Volksbücherei Frankfurt/Main-Höchst übernommen.
Bereits Ende der 1920er Jahre hatte der Bund für Volksbildung sich bei der Aus- und Weiterbildung arbeitsloser Jugendlicher und Erwachsener engagiert. Mit der wachsenden Arbeitslosigkeit im Zeichen der Weltwirtschaftskrise wurden 1932 freiwillige Arbeitsdienste für Jugendliche eingerichtet, in Zusammenarbeit mit den Farbwerken berufsfördernde Maßnahmen angeboten. Alle Bildungsangebote des Bundes zu dieser Zeit waren kostenlos und regelmäßig ausgebucht.
Die Arbeit des Bundes für Volksbildung fand 1933 im Rahmen der „Gleichschaltung“ ein plötzliches Ende. Am 25. April 1933 wurde der Bund für Volksbildung durch die nationalsozialistischen Machthaber aufgelöst und in eine Nationalsozialistische Kulturgemeinde überführt.

### Die Nachkriegszeit – 1945 bis 1986
Nachdem Frankfurt im März 1945 durch amerikanische Truppen besetzt worden war, wurde von der amerikanischen Kommandantur eine section for adult education gegründet, um die Deutschen zur Demokratie zu erziehen. Die bereits vor 1933 in der Volksbildung engagierten Else Epstein und Carl Tesch in Frankfurt sowie Kurt Debus in Höchst bekamen die Erlaubnis, die alten Volksbildungsvereine neu aufzubauen. Im wenig zerstörten Höchst konnten so bereits Ende 1945 trotz großer räumlicher Enge – alle größeren Räumlichkeiten waren von den Besatzungstruppen beschlagnahmt worden – erste Bildungsveranstaltungen sowie Theater- und Kinoaufführungen stattfinden. 1947 wurde das Kursangebot erheblich ausgebaut, um den Kriegsflüchtlingen zur helfen, kriegsbedingte Ausbildungslücken zu schließen.
Die vorläufige Neugründung des Bundes für Volksbildung Frankfurt am Main Höchst erfolgte im April 1946, 1948 wurde nach Genehmigung der Satzung durch die Besatzungskommandantur der Verein auch formal neu ins Leben gerufen, 1949 wurde der Verein vom Land Hessen als gemeinnützig anerkannt. Bereits im Oktober 1947 war der 1933 aufgelöste Verband für Volksvorlesungen im Main und Rhein-Gebiet per alliiertem Dekret als Hessischer Landesverband für Erwachsenenbildung wieder erstanden, Carl Tesch von Frankfurter Bund für Volksbildung übernahm die Geschäftsführung.
Die Zahl der angebotenen Kurse und Veranstaltungen wuchs in den kommenden Jahren kontinuierlich, 1954 wurde der Höchster Historiker und Journalist Rudolf Schäfer daher zum Geschäftsführer berufen. 1957 wurde das Volksbildungsheim von den US-Behörden freigegeben und konnte wieder für Theateraufführungen und Konzerte genutzt werden. Regelmäßige Fahrten zu auswärtigen Theatern wurden ins Programm aufgenommen. Auch das Volkshochschulangebot wurde ständig erweitert und ausgebaut. Mit dem Hessischen Volkshochschulgesetz des Jahres 1970 konnte durch die nun verfügbaren Landesmittel die Arbeit professionalisiert werden.
Zur Überraschung der Höchster Bevölkerung ließ die Stadt Frankfurt das Volksbildungsheim an der Peter-Bied-Straße 1975 abreißen und durch den Neubau des Bildungs- und Kulturzentrums (BIKUZ) ersetzen, in dem auch das Friedrich-Dessauer-Gymnasium untergebracht ist. In dem Gebäude wurden eine Außenstelle der Stadtbücherei Frankfurt und das Büro der Volkshochschule Frankfurt-West eingerichtet. Nach dem Abriss des BIKUZ 2007 wurden die dort untergebrachten Einrichtungen auf andere Gebäude in Höchst verteilt, sie zogen nach der Fertigstellung des Neubaus im August 2009 wieder dort ein.
1976 kommunalisierte die Stadt Frankfurt die Volkshochschule Höchst und die vom Frankfurter Bund für Volksbildung 1948 gegründete Volkshochschule Frankfurt. Sie bildete das Amt für Volksbildung / Volkshochschule, daraus entstand 1999 die Volkshochschule Frankfurt am Main als städtischer Eigenbetrieb. Der Bund für Volksbildung konzentrierte sich nunmehr auf die Kulturarbeit im Frankfurter Westen. Der Saal des BIKUZ war jedoch dafür oft ungeeignet oder nicht verfügbar, der eigene Kulturtreff an der Königsteiner Straße oft zu klein. Daher wurde nach alternativen Räumlichkeiten gesucht, um die Kulturarbeit angemessen fortsetzen zu können.
Nach Verhandlungen mit der Stadt Frankfurt mietete die Stadt 1986 eine Liegenschaft in der Emmerich-Josef-Straße an. Das ehemalige Excelsior-Kinocenter war kurz zuvor geschlossen worden. Hier hatte der Bund für Volksbildung schon seine ersten Veranstaltungen nach dem Krieg ausgerichtet. Das ehemalige Kino bot ausreichend Platz für Veranstaltungen. Nach dem Umbau des Gebäudes wurde hier 1987 das Neue Theater Höchst eingerichtet, dem das Filmforum Höchst als Teil der Höchster Volkshochschule angeschlossen wurde. Damit gab es in Höchst auch wieder ein regelmäßiges Kinoangebot.